# Roman Vishniac
Roman Vishniac (Pavlovsk, 19 agosto 1897 – New York, 22 gennaio 1990) è stato un biologo e fotografo russo naturalizzato statunitense.

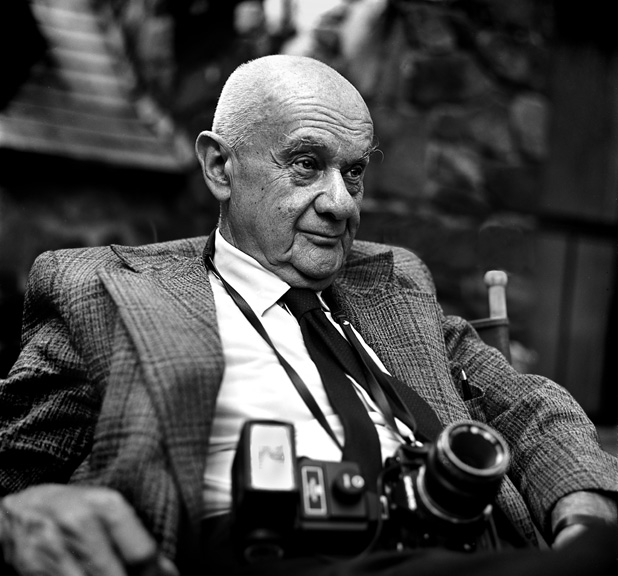
Roman Vishniac nel 1977 in una foto di Andrew A. Skolnick

La sua notorietà è dovuta all'aver fotografato gli ebrei poveri e la cultura ebraica nell'Europa centrale ed orientale prima dell'Olocausto. Migliaia e migliaia di fotografie, oltre ad articoli, documenti ed altri cimeli, che la figlia Mara Vishniac Kohn ha donato nel 2018 al The Magnes Collection of Jewish Art and Life presso l'Università della California a Berkeley.

## Biografia
Vishniac è cresciuto a Mosca, un privilegio concesso a pochi ebrei, ma il padre Solomon era un ricco industriale, produttore di ombrelli, e la madre, Manya, era figlia di ricchi commercianti di diamanti. Aveva una sorella, Katja.
Fin da bambino si era appassionato alla biologia e alla fotografia e quando la nonna gli regalò un microscopio, lo collegò con una macchina fotografica per fotografare zampe di scarafaggi, insetti morti, foglie e tutto ciò che riteneva interessante. Dopo aver studiato all'Università moscovita ed essersi laureato, ha seguito i corsi del biologo Nikolai Koltzoff, nonostante proprio in quel periodo la Russia fosse sconvolta dalla rivoluzione russa.
Le rivolte contro i bolscevichi e contro gli ebrei convinsero la famiglia Vishniac a trasferirsi a Berlino nel 1918 e poco dopo sposò Luta (Leah) Bagg dalla quale ebbe due figli, Wolf (1922-1973) e Mara (1926). Nel tempo libero, all'Università di Berlino studiò arte orientale e perseguì ricerche di ottica e di endocrinologia.
Con la presa del potere dei nazisti e l'antisemitismo in Germania, man mano che cresceva la preoccupazione per l'estendersi del fenomeno antiebraico, nel 1935 Vishniac fu incaricato da parte dell'American Jewish Joint Distribution Committee di fotografare la situazione ebraica nell'Europa centrale ed orientale, anche con lo scopo di aiutare le comunità che si trovassero in situazioni di povertà e miseria. Vishniac continuò i suoi viaggi, con la sue fedeli Rolleiflex e Leica, fino al 1938, sviluppando poi i rullini nello studio di Berlino. Ha viaggiato nei ghetti della Polonia, Romania, Cecoslovacchia e Lituania atteggiandosi a venditore ambulante di tessuti e cercando aiuto dove poteva e talvolta veniva arrestato. Roman Vishniac non voleva solo preservare i ricordi degli ebrei ma il suo intento era quello di mostrare al mondo gli orrori del nazismo e quello che stava succedendo nell'Europa centrale ed orientale: verso la fine del 1938, ad esempio, si intrufolò a Zbaszyn, un campo in Germania vicino al confine, dove gli ebrei attendevano la deportazione in Polonia. Secondo Edward Steichen le sue fotografie pre-Olocausto sono le "migliori di ogni tempo e di ogni luogo". Inoltre, le sue immagini hanno vinto premi internazionali.
Nel 1939 la moglie e i figli si trasferirono in Svezia dato che non erano più sicuri nella Germania nazista. Vishniac si trasferì a Parigi alla fine del 1940 e fu arrestato per ordine del maresciallo Philippe Pétain, fantoccio del regime nazista. Grazie agli sforzi della moglie e dell'American Jewish Joint Distribution Committee, dopo tre mesi di detenzione, riuscì ad ottenere un visto, via Lisbona, e a partire con la famiglia per gli Stati Uniti nel 1940. Suo padre restò nascosto in Francia mentre sua madre morì di un tumore nel 1941 mentre si trovava a Nizza.
In America attraversò un periodo difficile perché, anche se parlava tedesco e russo, non conosceva l'inglese, perciò i primi tempi non furono facili. Nel 1942 realizzò uno dei suoi ritratti più famosi, quello ad Albert Einstein.
Nel 1946 Vishniac divorziò da Luta e l'anno successivo sposò una vecchia amica di famiglia, Edith Ernst. Pochi anni dopo, abbandonò il ritratto per lavorare come freelance nella Micrografia. Il 18 marzo 1946 ottenne la cittadinanza statunitense.
Delle fotografie che Vishniac scattò in Europa orientale, ben 16 000, solo 2 000 arrivarono negli Stati Uniti. La stragrande maggioranza furono nascoste in Francia dalla sua famiglia mentre altre, in maniera clandestina, furono portate a Cuba dall'amico Walter Bieber. Lo stesso Vishniac ricorda che la maggior parte delle foto erano nascoste sotto il pavimento della casa a Clermont Ferrand dove suo padre restò nascosto fino alla fine della guerra.
Nel 1957 fu nominato ricercatore associato presso l'"Albert Einstein College of Medicine" e nel 1961 fu promosso a professore di educazione biologica. Fu anche un grande collezionista: nella sua casa di Manhattan aveva raccolto spade giapponesi, arazzi cinesi, vari microscopi, preziose mappe antiche ed altri oggetti e manufatti artistici.
Fu autore anche di filmati, soprattutto di biologia, ecologia, botanica ricevendo finanziamenti dalla National Science Foundation.
La morte sopraggiunse per un cancro al colon nel 1990.

## Controversie
Sulle sue foto in Europa orientale ci sono state delle critiche sia per la ripetitività delle immagini, sia per alcuni errori, definiti poco professionali, cioè "errori di messa a fuoco" o scarsa progettazione per cui spuntano gambe, braccia o oggetti fuori luogo: tutto ciò farebbe pensare ad un approccio frettoloso. Quando la curatrice fotografica Maya Benton iniziò a catalogare i negativi di Vishniac per l'archivio dell'International Center of Photography, notò che, nel suo libro A Vanished World, Vishniac ha giustapposto foto per raccontare storie e ha scritto didascalie che non erano supportate dal materiale fotografico. La ricerca di Benton ha scoperto che le foto provenivano da rullini diversi, scattate in città diverse, quindi la scena descritta nel libro "quasi certamente non è accaduta".
Anche Michael di Capua, che ha curato il testo di Vishniac per A Vanished World, ha affermato di essersi sentito inquieto durante la scrittura in quanto così tante informazioni sembravano essere prive di fondamento.

## Pubblicazioni
- Un mondo scomparso, prefazione di Elie Wiesel, Edizioni e/o, Roma, 1986
- Polish Jews a Pictorial Record, Schocken Books, 1987 - ISBN 978-0805203608
- Children of a Vanished World, a cura di Mara Vishniac Kohn, University of California, 1999 - ISBN 978-0520221871